# NGC 2172
NGC 2172 je otvoreni skup  u zviježđu Zlatnoj ribi. 

## Vanjske poveznice
- SEDS: NGC 2172